# Elegant honungsfågel
Elegant honungsfågel (Microptilotis cinereifrons) är en fågel i familjen honungsfåglar inom ordningen tättingar.

## Utbredning och systematik
Elegant honungsfågel behandlas antingen som monotypisk eller delas upp i två underarter med följande utbredning:
- M. c. stevensi – norrsluttningen av bergstrakter på sydöstra Nya Guinea
- M. c. cinereifrons – låglänta områden på sydöstra Nya Guinea, västerut till Hall Sound, samt ön Sariba

### Släktestillhörighet
Arten placeras traditionellt i släktet Meliphaga. Genetiska studier visar dock att arterna inte är varandras närmaste släktingar. Numera lyfts därför merparten av arterna ut till det egna släktet Microptilotis, däribland elegant honungsfågel.

## Status
IUCN kategoriserar den som livskraftig.